# Compressidens wellsiana
Compressidens wellsiana är en blötdjursart som beskrevs av Kraeuter 1972. Compressidens wellsiana ingår i släktet Compressidens, ordningen Gadilida, klassen tandsnäckor, fylumet blötdjur och riket djur. Inga underarter finns listade i Catalogue of Life.